# Rosia (Sovicille)
Rosia (pron. Rosìa) è una frazione del comune italiano di Sovicille, nella provincia di Siena, in Toscana.
La frazione si trova lungo la strada statale 73 Senese Aretina che da Siena conduce in Maremma.

## Storia
Deve il suo nome dall'omonimo torrente che scorre nelle vicinanze e che sarebbe di origine longobarda (l'etimo Rüsolia significa torrente). Lo sviluppo urbano di Rosia è avvenuto nella parte inferiore del paese, a partire dalla fine del XIX secolo. Al di sopra della parte antica dell'abitato si possono individuare estese rovine altomedievali.

## Monumenti e luoghi d'interesse
Dagli estimi senesi del 1320 risulta che a Rosia risiedano alcuni ferraioli, mercanti di ferro semilavorato e prodotti finiti, che operavano all'interno dell'area delle Colline Metallifere. Questo implica che a Rosia vi fosse un mercato, quantomeno secondario. Una conferma è anche la presenza di qualche notaio. Il castello, le cui origini risalgono all'XI secolo, sorge nella parte più alta del centro abitato: ha una mole massiccia, ed è costituito da due torrioni rettangolari, collegati da un corpo centrale, che si affaccia su un cortile delimitato da mura più basse. La struttura a forma di "C",  chiamata popolarmente 'le palazze', mostra segni di diverse ristrutturazioni che si sono succedute nel corso del tempo, e ha sia elementi medievali che proto-rinascimentali, e sembra anticipare il modello della villa ad ali aggettanti.
E' da riferire ad un ramo della famiglia Pecci, committenti di opere prestigiose, come il monumento funebre del vescovo Giovanni Pecci a Donatello.  I Pecci hanno costituito a Rosia una larga proprietà fondiaria nel XV secolo, nel quadro di una rifeudalizzazione, generalizzata nel contado senese. Uno dei Pecci nell'Estimo del 1480 si dichiara proprietario di una locanda, con stalle per il cambio dei cavalli.
A Rosia è ubicata la pieve di San Giovanni Battista, documentata già nel XII secolo, ma ampiamente ristrutturata nel XIV secolo.
Nei pressi, proseguendo lungo la strada statale 73 Senese Aretina, in direzione della colonna di Montarrenti, lungo il corso del torrente Rosia troviamo il ponte della Pia e l'eremo di Santa Lucia.

## Cultura

### Letteratura
Il paese è citato nel romanzo Un cappello pieno di ciliege (2008) di Oriana Fallaci, come luogo del primo incontro tra i suoi antenati Caterina Zani e Carlo Fallaci, combinato tramite un sensale. Per farsi riconoscere, Caterina indossa l'indumento che dà il nome al libro.

## Sport

### Calcio
- Dalla stagione 2019-2020 è stata ricostituita l' A.S.D. Rosia, militante in Seconda Categoria. La vecchia U.S. Rosia, con un passato anche in Eccellenza Toscana, nel 2006 era confluita nella Policras Sovicille A.S.D., rimasta fino al 2019 l'unica squadra rappresentante del comune di Sovicille a disputare campionati FIGC.